# Samsung Galaxy Note 10
Samsung Galaxy Note 10 (стилізовано та продавалася як Samsung Galaxy Note10) — лінія фаблетів, розроблених компанією Samsung Electronics, що входить до серії Galaxy Note. Базова модель Samsung Galaxy Note 10 та покращена модель Samsung Galaxy Note 10+ були представлені 7 серпня 2019 року, а спрощена модель Samsung Galaxy Note 10 Lite — 6 січня 2020 року разом із Samsung Galaxy S10 Lite. Galaxy Note 10 та Galaxy Note 10+ також були доступні у версіях із підтримкою 5G, що були представлені як Samsung Galaxy Note 10 5G та Galaxy Note 10+ 5G

## Дизайн
Передня та задня панелі Galaxy Note 10 та Galaxy Note 10+ виконані зі скла Corning Gorilla Glass 6, коли в Galaxy Note 10 Lite передня панель виконана зі скла Gorilla Glass 3, а задня — з пластику. Рамка всіх трьох моделей виконана з алюмінію.
Galaxy Note 10 Lite за дизайном подібний на лінійку Samsung Galaxy S20.
В Galaxy Note 10 та Note 10+ знизу знаходяться роз'єм USB-C, динамік, мікрофон та стилус S Pen, зверху — другий мікрофон та слот під 2 SIM-картки у Galaxy Note 10 та гібридний слот під 2 SIM-картки або 1 SIM-картку і карту пам'яті формату microSD до 1 ТБ, а зліва — гойдалка регулювання гучності та кнопка блокування. 
В Galaxy Note 10 Lite Знизу знаходяться роз'єм USB-C, динамік, мікрофон, 3,5 мм аудіороз'єм та стилус S Pen, зверху — другий мікрофон, зліва — гібридний слот під 2 SIM-картки або 1 SIM-картку і карту пам'яті формату microSD до 1 ТБ, а справа — гойдалка регулювання гучності та кнопка блокування.
Лінійка Galaxy Note 10 позбулася кнопки голосового асистента Bixby, що була присутня в двох попередніх моделях.
В Україні Samsung Galaxy Note 10 та Galaxy Note 10 Lite продавалися в чорному, червоному та Aura Glow кольорах, а Galaxy Note 10+ — в чорному, білому та Aura Glow. Також в деяких країнах Samsung Galaxy Note 10 продавався в білому та рожевому кольорах, а Galaxy Note 10+ — в синьому.

## Технічні характеристики

### Платформа
Galaxy Note 10 та Galaxy Note 10+ для глобального ринку отримали процесор Samsung Exynos 9825 з графічним процесором Mali-G76 MP12, а для американського та китайського ринків — Qualcomm Snapdragon 855 з Adreno 640. Натомість Galaxy Note 10 Lite для всіх ринків отримав процесор Exynos 9810 з графічним процесором Mali-G72 MP18.

### Акумулятор
Samsung Galaxy Note 10 отримав акумулятор об'ємом 3500 мА·год, Galaxy Note 10+ — 4300 мА·год, а Galaxy Note 10 Lite — 4500 мА·год.
Galaxy Note 10 та Note 10 Lite мають підтримку швидкої зарядки потужністю до 25 Вт, а Galaxy Note 10+ — до 45 Вт. Крім цього, Galaxy Note 10 має підтримку швидкого бездротового заряджання до 12 Вт, а Galaxy Note 10+ — до 15 Вт. Також Galaxy Note 10 та Note 10+ мають підтримку зворотного бездротового заряджання до 9 Вт і стандартну швидкого дротового заряджання USB Power Delivery 3.0, а Galaxy Note 10 Lite — тільки стандартну швидкого дротового заряджання USB Power Delivery 2.0. 

### Камера
Galaxy Note 10 отримав потрійну основну камеру, а Galaxy Note 10+ — квадрокамеру. В обох моделей набір основної камери Включає ширококутний об'єктив на 12 Мп, зі змінною діафрагмою від f/1.5 до  f/2.4, фазовим автофокусом dual pixel і оптичною стабілізацією зображення, телеоб'єктив на 12 Мп з діафрагмою f/2.4, 2x оптичним зумом, фазовим автофокусом і оптичною стабілізацією зображення та надширококутний об'єктив на 16 Мп з діафрагмою f/2.2. Також Galaxy Note 10+ має ToF 3D-камеру на 0,3 Мп для вимірювання глибини зображення.  Основна камера обох моделей вміє записувати відео в роздільній здатності 4K@60fps. Також Galaxy Note 10 та Galaxy Note 10+ отримали ширококутну передню камеру на 10 Мп з діафрагмою f/1.9 та можливістю запису відео в роздільній здатності 4K@30fps.
Galaxy Note 10 Lite отримав основну потрійну камеру 12 Мп, f/1.7 (ширококутний) + 12 Мп, f/ (телеоб'єктив) з 2x оптичним зумом + 16 Мп, f/2.2 (надширококутний) з автофокусом Dual Pixel, оптичною стабілізацією та здатністю запису відео в роздільній здатності 4K@30fps. Ширококутна фронтальна камера отримала роздільність 20 Мп, світлосилу f/2.0 і вміє записувати відео в роздільній здатності 1080p@30fps.

### Екран
Galaxy Note 10 отримав екран Dynamic AMOLED, 6.3", Full HD+ (2340 × 1080) зі щільністю пікселів 401 ppi та відношенням сторін 19:9. Galaxy Note 10+ отримав екран Dynamic AMOLED, 6.8", 2K (3040 × 1440) зі щільністю пікселів 498 ppi та відношенням сторін 19:9. Також смартфони отримали круглий виріз під фронтальну камеру, що знаходиться зверху в центрі, вмонтований в екран сканер відбитку пальця та підтримку HDR10+.
Galaxy Note 10 Lite отримав екран  Super AMOLED, 6.7", Full HD+ (2400 × 1080) зі щільністю пікселів 394 ppi, відношенням сторін 20:9 та круглим вирізом під камеру, що знаходиться зверху в центрі. Також в екран вмонтований сканер відбитку пальця.

### Звук
Смартфони отримали стереодинаміки. У роль другого динаміка виконує розмовний.

### Пам'ять
4G-модель Galaxy Note 10 продавалася в комплектації 8/256 ГБ, а 5G-модель — 12/256 ГБ.
Galaxy Note 10+ продавався в комплектаціях 12/256 та 12/512 ГБ. Офіційно в Україні продавався тільки версія на 256 ГБ.
Galaxy Note 10 Lite продавався в комплектаціях 6/128 та 8/128 ГБ. Офіційно в Україні продавалася тільки версія на 6 ГБ оперативної пам'яті.

### S Pen
S-Pen зазнав помітних змін у порівнянні з Note 9. Тепер він має монолітний корпус, а не складається з двох частин як у Note 9, і завдяки вбудованому гіроскопу підтримує більш вдосконалені Air Actions, які дозволяють користувачам дистанційно керувати фаблетом за допомогою стилусу. Сюди ж входить й зміна налаштувань камери та віддалений експорт рукописного тексту в Microsoft Word.

### Програмне забезпечення
Galaxy Note 10 та Galaxy Note 10+ були випущені на фірмовій оболонці One UI 1.5 на базі Android 9 Pie і були оновлені до One UI 4.1 на базі Android 12, а Galaxy Note 10 Lite був випущений з One UI 2.0 на базі Android 10 і був оновлений до One UI 5.1 на базі Android 13.